# ¡Voto a Bríos!
¡Voto a Bríos! (Jingo, en la versión original, también traducido patriota) es la vigésimo primera novela de la serie del Mundodisco del autor Terry Pratchett, escrita en 1997 y editada en 2007 en España por Plaza & Janes.

## Argumento
La isla de Lesph aparece en medio del mar, entre Ankh-Morpork y la ciudad klatchiana de Al-Khali. Pronto se desata un afán conquistador, ya que pescadores de ambos bandos reclaman ser los primeros en pisar la isla. Una delegación klatchiana viaja a Ankh-Morpok, y el príncipe Khufurah, hermano del príncipe Cadram, gobernante de Klatch, recibe un disparo. Vimes sospecha que la persona que llevó a cabo el ataque habita en Ankh-Morpok, ya que se han colocado pruebas falsas para incriminar a los klachtianos. El incidente desata la guerra, y los nobles empiezan a armar regimientos. Vimes, con parte de la guardia, embarca hacia Klatch, persiguiendo al misterioso Ahmed Hora 71. 
Mientras tanto Vetinari, a quien los nobles han depuesto de su cargo, se embarca con Leonardo de Quirm, Colon y Nobbs en un submarino para inspecionar Lesph y llegar a Klatch, donde el príncipe Cadram está uniendo los ejércitos de su imperio. Vimes descubre que Ahmed Hora 71 es policía, y que pretende arrestar a Cadram por planear el asesinato de su hermano Khufurah. Antes de entrar en combate, aparece la guardia y detiene a los dos ejércitos. Vetinari le ofrece a Cadram la rendición y el control de Lesph. No obstante, la isla se vuelve a hundir, por lo que Ankh-Morpork sale beneficiada.
Al igual en todas las novelas del arco argumental de la Guardia de la Ciudad, los protagonistas son el comandante Samuel Vimes y sus hombres, que aparecieron por primera vez en ¡Guardias! ¿Guardias?
- Datos: Q2084358